# Супруга (рассказ)
«Супруга» — рассказ Антона Павловича Чехова. Написан в 1895 году, впервые опубликован в 1895 году в сборнике Общества любителей российской словесности «Почин» с подписью Антон Чехов.

## Публикации
Рассказ А. П. Чехова «Супруга» написан в 1895 году. Впервые опубликован в 1895 году в сборнике Общества любителей российской словесности «Почин» с подписью Антон Чехов в подзаголовком «Рассказ», напечатан в собрании сочинений А. Чехова, издаваемом А. Ф. Марксом. Рассказ писался для первого сборника Общества любителей российской словесности «Почин».
При жизни Чехова рассказ переводился на немецкий и сербскохорватский языки.

## Критика
За творчеством писателя при жизни внимательно следили, его произведения перечитывали и разбирали. По свидетельству С. Т. Семенова Л. Н. Толстой относил рассказ к лучшим произведениям писателя. Однако Д. П. Маковицкий так описывает отзыв Толстого о рассказе: «Безобразный нравственно. Бывает так, но художник не должен описывать. Читает телеграмму к ней, узнает об измене. Ужасная сцена; она просит 25 рублей».
Анонимный автор писал о рассказе «Супруга»: «Это — лишь легкий набросок, эскиз, не лишенный, однако, жизненной правды и рисующий пошлую и алчную женщину и изломанного жизнью и вечною ревностью, подозрительностью, жестокими обидами мужскому и мужнему самолюбию супруга».
Критик Ю. Николаев отмечал, что рассказ «Супруга» сближал автора с произведениями П. Д. Боборыкина («С убийцей») и И. Н. Потапенко («Клавдия Михайловна»), в которых авторы показывали добродетельный и религиозный тип женщины.

## Сюжет
Первый час ночи. Врач Николай Евграфыч ждет жену Ольгу, которая должна вернуться рано утром. Тем временем в комнате жены на столе он находит телеграмму на английском языке, отправленную из Монте-Карло неким Мишелем. Телеграмма адресована на имя тещи. В телеграмме написаны Новогодние поздравления супруге Николая Евграфыча, её автор пьет за здоровье своей возлюбленной и тысячу раз её целует.
Николай Евграфыч женат на Ольге семь лет и неоднократно уличал её в неверности. Он помнит, как представили супруге молодого человека Мишеля (Михаила Иваныча Риса) из Монте-Карло. Вскоре жена начала возвращаться уже на рассвете и попросила заграничный паспорт. За годы совместной жизни Ольга принесла ему одни несчастья и долги. Когда врач заболел туберкулезом, Ольга сделала вид, что расстроилась, и посоветовала мужу ехать в Ниццу. Врач понимал, в чём тут дело. Её возлюбленный Мишель живет в Монте-Карло.
Жена возвращается в пять утра, и Николай Евграфыч предлагает ей развод. Ольга отказывается. Она не хочет потерять свое социальное положение и понимает, что возлюбленный бросит её через год.

## Экранизация
- 1998 — Новелла «Супруга» в сериале «Чехов и Ко» В ролях: Борис Щербаков — Николай Евграфыч; Татьяна Лаврова — Ольга; Елена Панова — горничная